# Karel Ferdinand z Buol-Schauensteinu
Karel Ferdinand hrabě z Buol-Schauensteinu (německy Karl Ferdinand Graf von Buol-Schauenstein, 17. května 1797, Vídeň – 28. října 1865, Vídeň) byl rakouský šlechtic, státník a diplomat. Od roku 1816 působil v diplomatických službách, později byl vyslancem v několika zemích, převážně v Německu. V letech 1848–1851 byl rakouským velvyslancem v Rusku a v letech 1851–1852 ve Velké Británii. V letech 1852–1859 byl rakouským ministerským předsedou (respektive předsedou ministerské konference) a ministrem zahraničí. Svou nepříliš vydařenou zahraniční politikou přivedl Rakousko do mezinárodní izolace, z funkcí odstoupil na jaře 1859 během války se Sardinií.

## Životopis

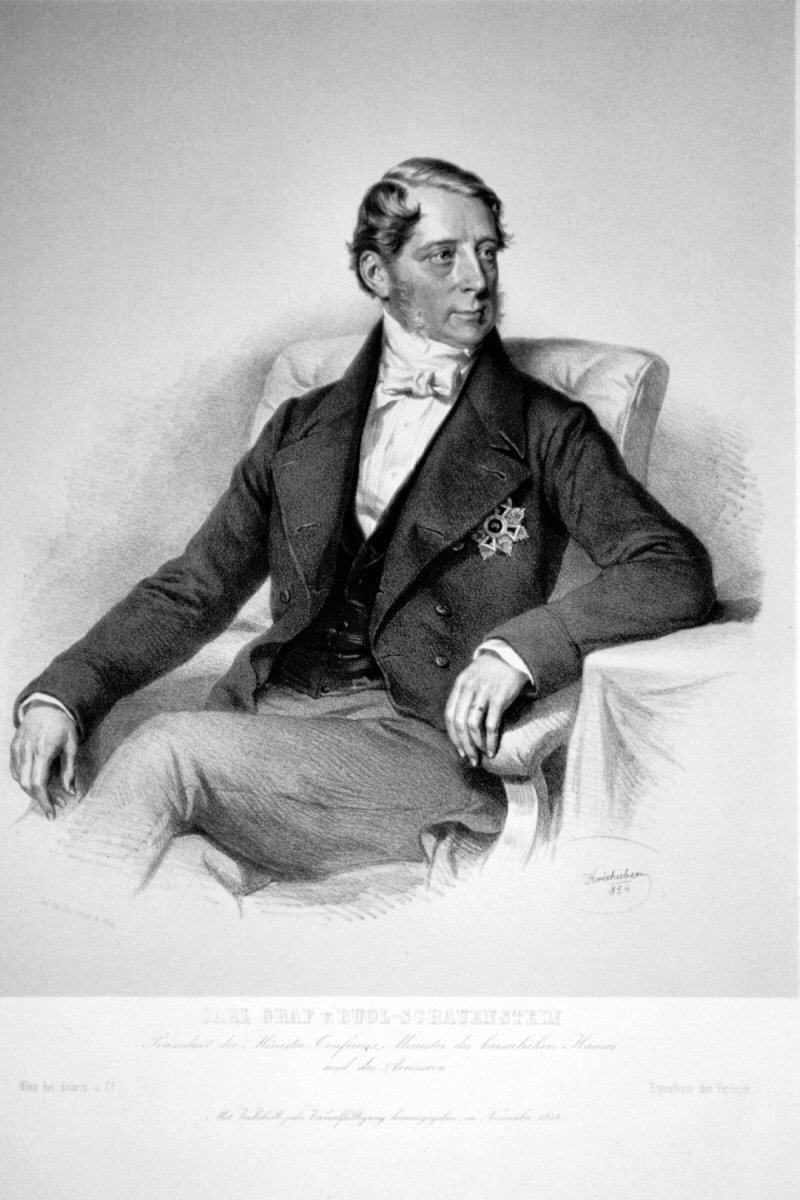
Hrabě Karel Ferdinand z Buol-Schauensteinu (1854)

Pocházel ze starobylé rakouské šlechty, narodil se ve Vídni jako jediný syn vlivného diplomata Johanna Rudolfa Buol-Schauensteina (1763–1834) a jeho manželky Alexandry, rozené hraběnky Lerchenfeldové (1769–1851).. Karl od roku 1816 působil v diplomatických službách, začínal jaké atašé ve Florencii, další posty zastával v Hannoveru, Kasselu, Paříži, Londýně a Petrohradě. Do funkce zplnomocněného vyslance byl jmenován poprvé v roce 1830, kdy se stal vyslancem v Hesensku (1830–1837), následně byl vyslancem ve Württemberském království (1837–1844). Poté byl přeložen do Itálie, kde byl v letech 1844–1848 vyslancem v Sardinském království, do roku 1847 zároveň diplomatickým zástupcem pro Parmu. V listopadu 1848 byl jmenován velvyslancem v Petrohradě, kde úspěšně splnil úkol vyjednat ruskou vojenskou podporu při potlačení uherské revoluce v roce 1849. V této době se stal blízkým spolupracovníkem ministra zahraničí prince Felixe ze Schwarzenbergu, kterého doprovázel na mezinárodní kongresy v Olomouci (1850) a Drážďanech (1851). V prosinci 1851 byl jmenován rakouským velvyslancem ve Velké Británii, kde však setrval jen čtyři měsíce.

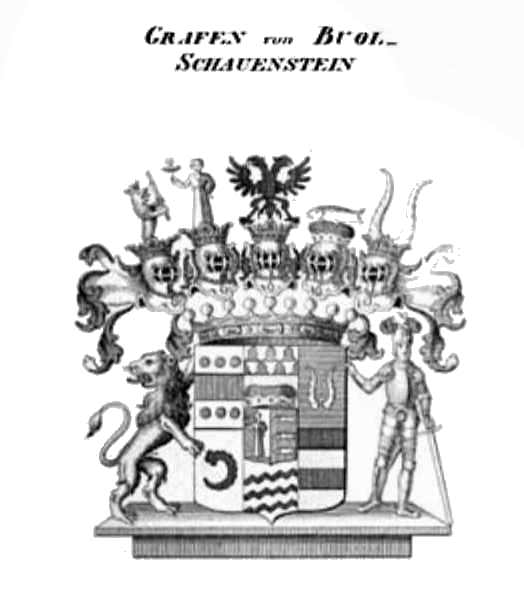
Erb rodu Buol-Schauensteinů

Po náhlém úmrtí Felixe Schwarzenberga (5. dubna 1852) byl povolán do Vídně, aby převzal funkci rakuského ministra zahraničí, o týden později byl jmenován i předsedou rakouské vlády. Dominantní pozici ve vnitřní politice Rakouska si udržel ministr vnitra Alexander Bach, zatímco Buol-Schauenstein se nadále věnoval zahraničním záležitostem. Během krymské války zaujal smířlivý postoj a snažil se převzít úlohu zprostředkovatele mezi znepřátelenými mocnostmi. Díky tomu získal na domácí půdě dočasnou popularitu, ale nerozhodný postoj přivedl nakonec Rakousko do mezinárodní izolace a ke zhoršeným vztahům s Ruskem. Nepříznivá pozice Rakouska v postavení evropských velmocí se projevila v závěru krymské války na kongresu v Paříži (1856), kde byl rakouským zástupcem spolu s Alexandrem Hübnerem. V následujících letech se snažil o sblížení s francouzským císařem Napoleonem III., ale komplikované poměry v Itálii nakonec vedly k vyhlášení války se Sardinií. Rakousko zaslalo ultimátum do Turínu koncem dubna 1859. Začátkem května se na stranu Sardinie diplomaticky i vojensky postavila Francie, v důsledku toho Buol-Schauenstein 17. května 1859 rezigoval na obě funkce ministerského předsedy i ministra zahraničí. Válku se Sardinií podporovanou Francií Rakousko prohrálo, což vedlo k významným vnitropolitickým změnám především v důsledku pádu Bachova absolutismu v létě 1859.
Karel Ferdinand z Buol-Schauensteinu žil od roku 1859 v soukromí a zemřel ve Vídni 28. října 1865 jako poslední mužský potomek rodu (ve vzdáleně příbuzné linii Buol-Berenberg žije rod dodnes). Byl mimo jiné c.k. tajným radou a komořím. Po otci vlastnil několik panství v Rakousku (Strassburg, Ehrenfels, Riedberg).

## Tituly a ocenění
Spolu s otcem užíval od dětství titul hraběte. V roce 1818 byl jmenován c. k. komořím a jako vyslanec v Sardinii obdržel v roce 1844 titul c. k. tajného rady s nárokem na oslovení Excelence. V Rakousku byl nositelem nejvyšších státních vyznamenání a vzhledem k dlouholeté diplomatické službě získal řadu ocenění také od zahraničních panovníků. Mimo jiné získal čestné občanství ve Vídni, Praze a Terstu a byl také čestným rytířem Maltézského řádu.

### Rakousko
- velkokříž Královského uherského řádu svatého Štěpána
- velkokříž Leopoldova řádu
- Řád železné koruny I. třídy

### Zahraničí
- velkokříž Řádu Pia IX. s brilianty (Papežský stát)
- velkokříž Řádu čestné legie (Francie)
- rytíř Řádu černé orlice (Prusko)
- rytíř Řádu červené orlice I. třídy (Prusko)
- rytířský kříž Řádu svatého Alexandra Něvského s brilianty (Rusko)
- Řád bílého orla (Rusko)
- Řád Medžidie I. třídy (Osmanská říše)
- Řád sv. Huberta (Bavorsko)
- Řád svatého Januaria (Království Obojí Sicílie)
- Konstantinův řád svatého Jiří (Království Obojí Sicílie)
- rytíř Řádu slona (Dánsko)
- Řád Leopolda (Belgie)
- Řád nizozemského lva (Nizozemsko)
- Řád neposkvrněného početí Panny Marie z Vila Viçosa (Portugalsko)
- Řád růže (Brazílie)
- velkokříž Řádu Spasitele (Řecko)
- Řád routové koruny (Sasko)
- Vévodský sasko-ernestinský domácí řád (Sasko)
- velkokříž Řádu zähringenského lva (Bádensko)
- Domácí řád věrnosti (Bádensko)
- Řád Ludvíkův (Hesensko)

## Rodina
V roce 1830 se oženil s německou princeznou Karolínou von Isenburg (1809–1861), která byla dámou Řádu hvězdového kříže, dámou bavorského Tereziina řádu a c. k. palácovou dámou. Manželé měli dvě dcery:
- Josefína Karolína (1835–1916), manžel 1858 Otto Gustav hrabě von Blome (1829–1906), c.k. tajný rada, komoří, rakouský vyslanec v Bavorsku 1863–1866, doživotní člen rakouské panské sněmovny

- Alexandrina Viktorie (1837–1901), manžel 1862 Koloman (Kálmán) hrabě Hunyady de Kéthely (1828–1901), c.k. generál kavalerie, tajný rada, komoří, dědičný člen uherské panské sněmovny, švagr srbského knížete Michala III. Obrenoviće[11]

Karlovým švagrem byl ruský diplomat baron Peter Meyendorff (1796–1863), dlouholetý ruský velvyslanec v Prusku (1839–1850) a Rakousku (1850–1854).